# 中産連ビル
中産連ビル（ちゅうさんれんビル）は、愛知県名古屋市東区白壁3丁目12-13にあるオフィスビル。
一般社団法人中部産業連盟の貸会議室兼オフィスビルであり、運営は中産連ビルディング株式会社。坂倉準三設計で1963年（昭和38年）完成の本館、1974年（昭和49年）6月オープンの新館の2棟からなり、本館はDOCOMOMO JAPAN選定 日本におけるモダン・ムーブメントの建築に選定されている。

## 歴史

### 本館の建設

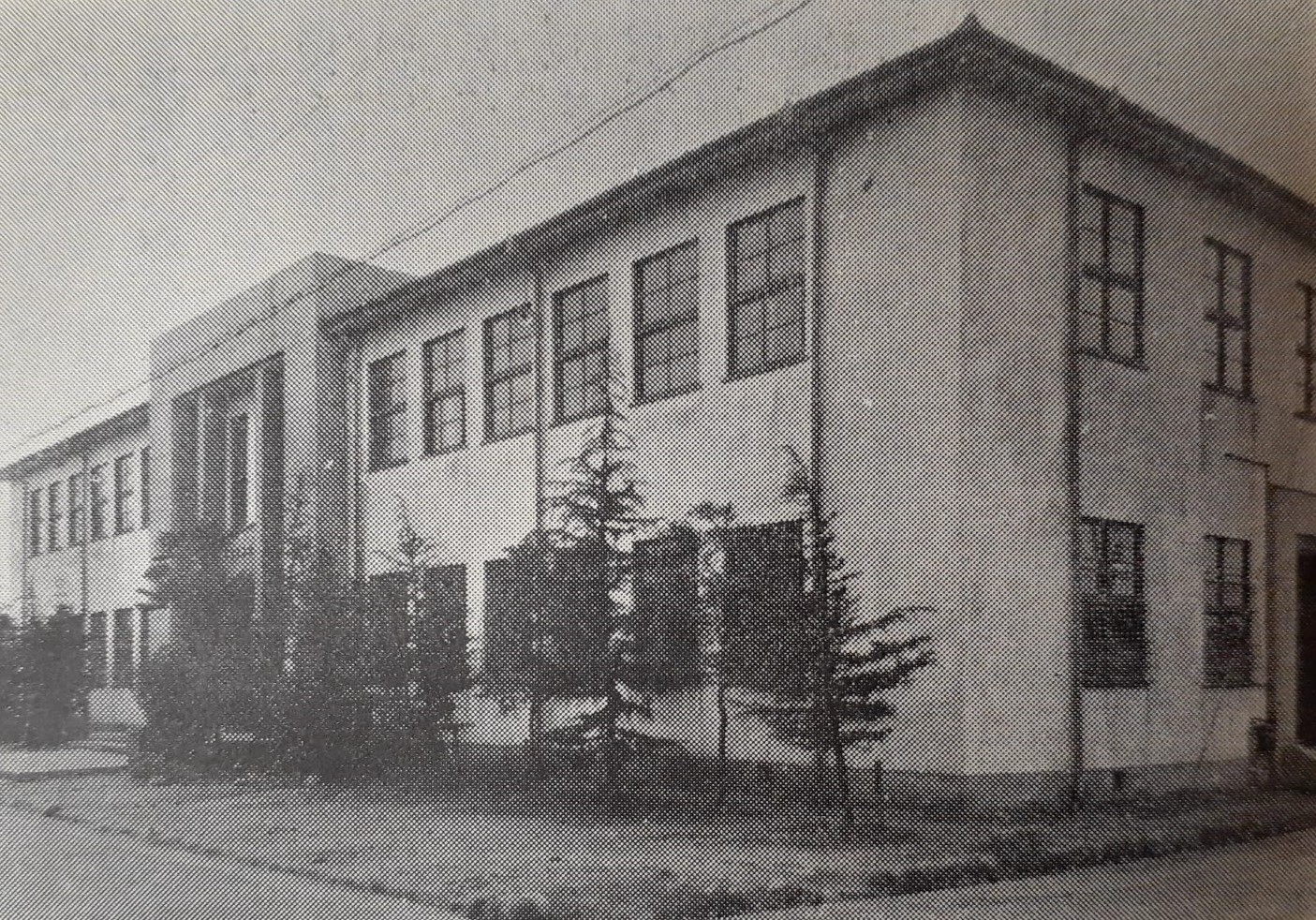
名古屋商工会館

1948年（昭和23年）4月1日、名古屋商工局の一室に社団法人中部産業連盟が設立された。同年7月には松坂屋名古屋店で「伸びゆく中部産業展」を開催し、戦後初の本格的な産業展として注目された。同年秋には名古屋市東区東二葉町で拠点となる名古屋商工会館の建設に着手し、1949年（昭和24年）4月に木造の名古屋商工会館が開館した。中部産業連盟の事務局も名古屋商工会館に移転している。
1959年（昭和34年）9月26日には東海地方が伊勢湾台風に襲われ、名古屋商工会館もすべての屋根が吹き飛ばされる被害を受けた。この被害を受けて建て替えが検討され、1961年（昭和36年）9月には別組織として中産連ビルディング株式会社が設立された。

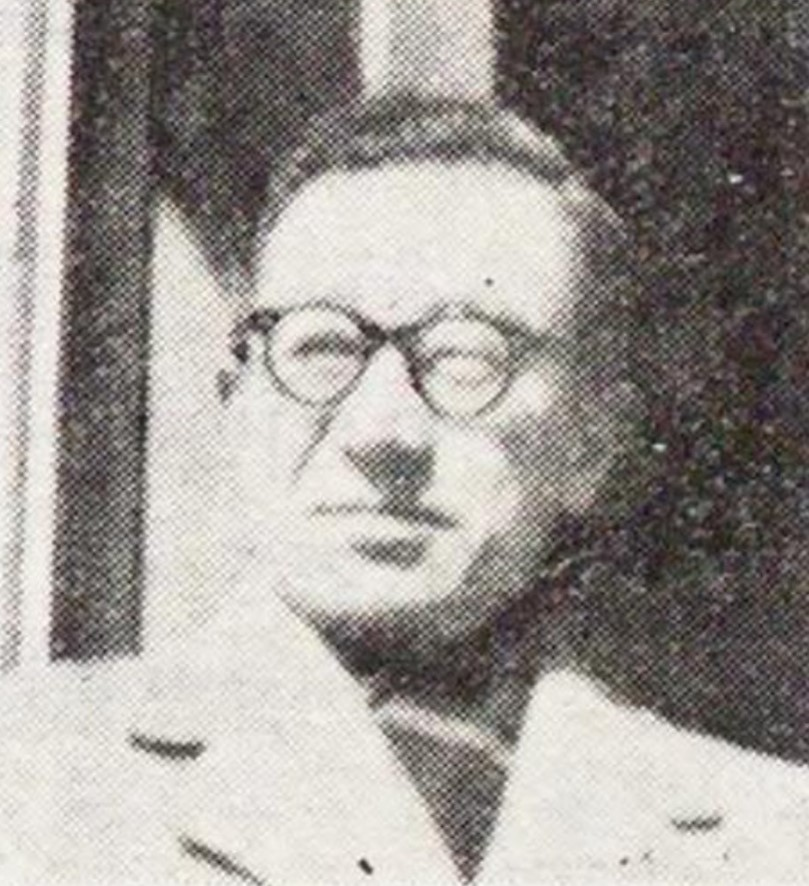
本館を設計した坂倉準三

中産連ビルディングの代表取締役社長には中部産業連盟第2代理事長の古池信三が就任している。古池は参議院議員を務めており、建築家の坂倉準三とも交流があったため、坂倉準三建築研究所が中産連ビルの設計者となった。実際に設計を担当したのは坂倉準三建築研究所の八巻朗と大庭明であり、東京建築研究所が構造設計を担当した。施工を担当したのは清水建設名古屋支店である。
1963年（昭和38年）3月末に中産連ビルが竣工し、4月には竣工式に合わせて中部産業連盟の15周年記念式典も挙行された。当時の中部産業連盟の会員数は573社、年間予算は1億6000万円という規模であり、中産連ビルの建設には総工費2億円が投じられた。
坂倉が中産連ビル本館のほかに東海地方で設計した建築物としては、1959年（昭和34年）竣工の羽島市庁舎（岐阜県羽島市）、1964年（昭和39年）竣工の上野市庁舎（三重県伊賀市）、1966年（昭和41年）竣工の名古屋近鉄ビル（愛知県名古屋市）などが挙げられる。

### 新館の建設

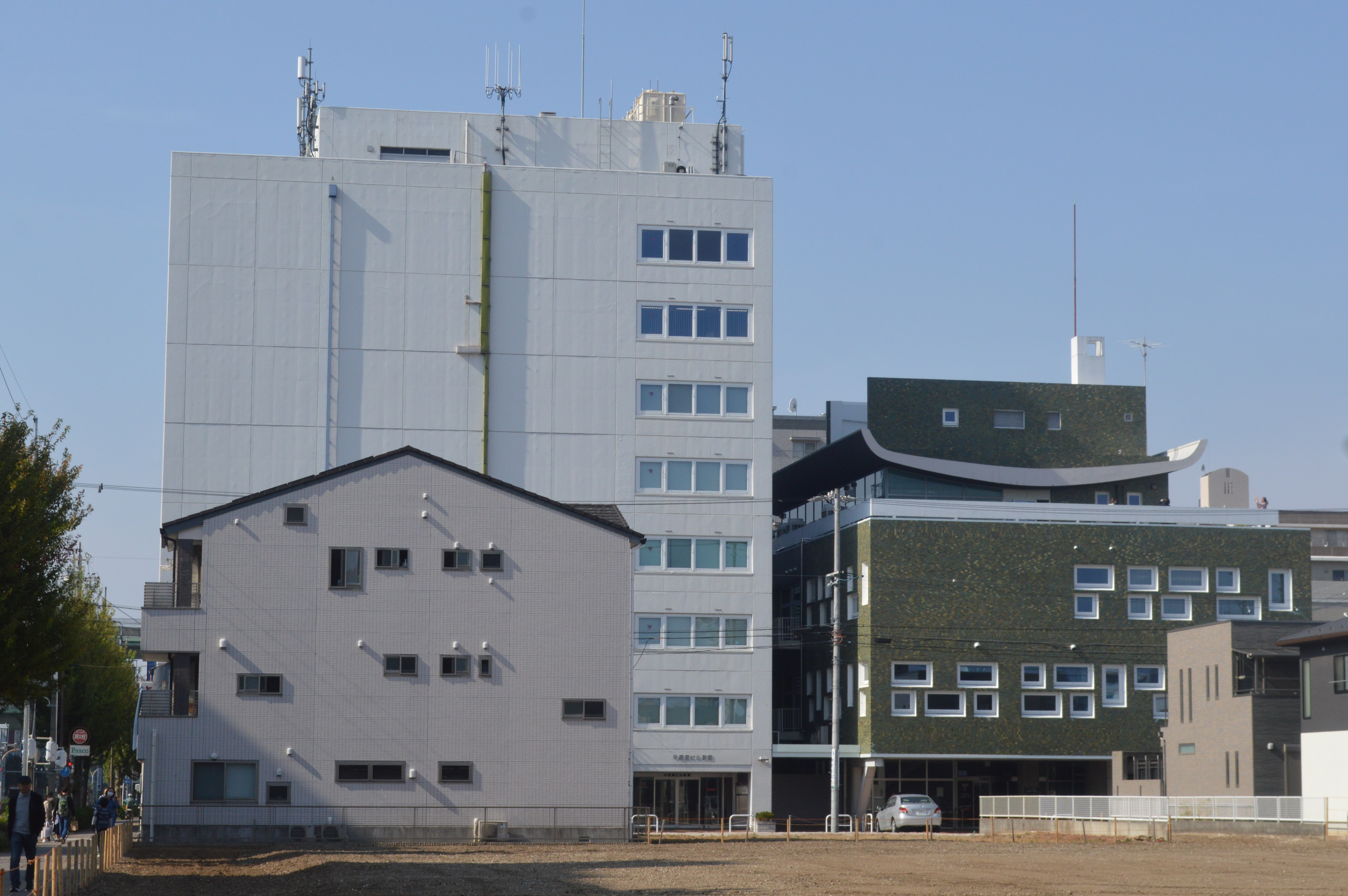
新館（左）と本館（右）

1970年代前半には名古屋市においてオフィスビルの需要が激増したことから、1974年（昭和49年）6月には新館がオープンした。1973年（昭和48年）の中部産業連盟創立25周年記念事業でもある。新館が竣工した1974年（昭和49年）時点で、本館は名古屋における近代的美術建築として遊覧バスに紹介されるほどだった。
新館は1フロア約700平方メートルであり、2階から8階までの7階層が貸オフィスとなっている。もともと本館に入っていた中部産業連盟などのテナントは新館に移り、本館は会議・会合専用のビルとなった。名古屋市のオフィスビルとしては初めて、都市ガスを用いた本格的な空調設備を採用した。
1978年（昭和53年）には本館の1階南東部分に喫茶店リッチが新設された。2005年（平成17年）には本館の1階北東部分に喫茶店が新設された。

### 近年の動向

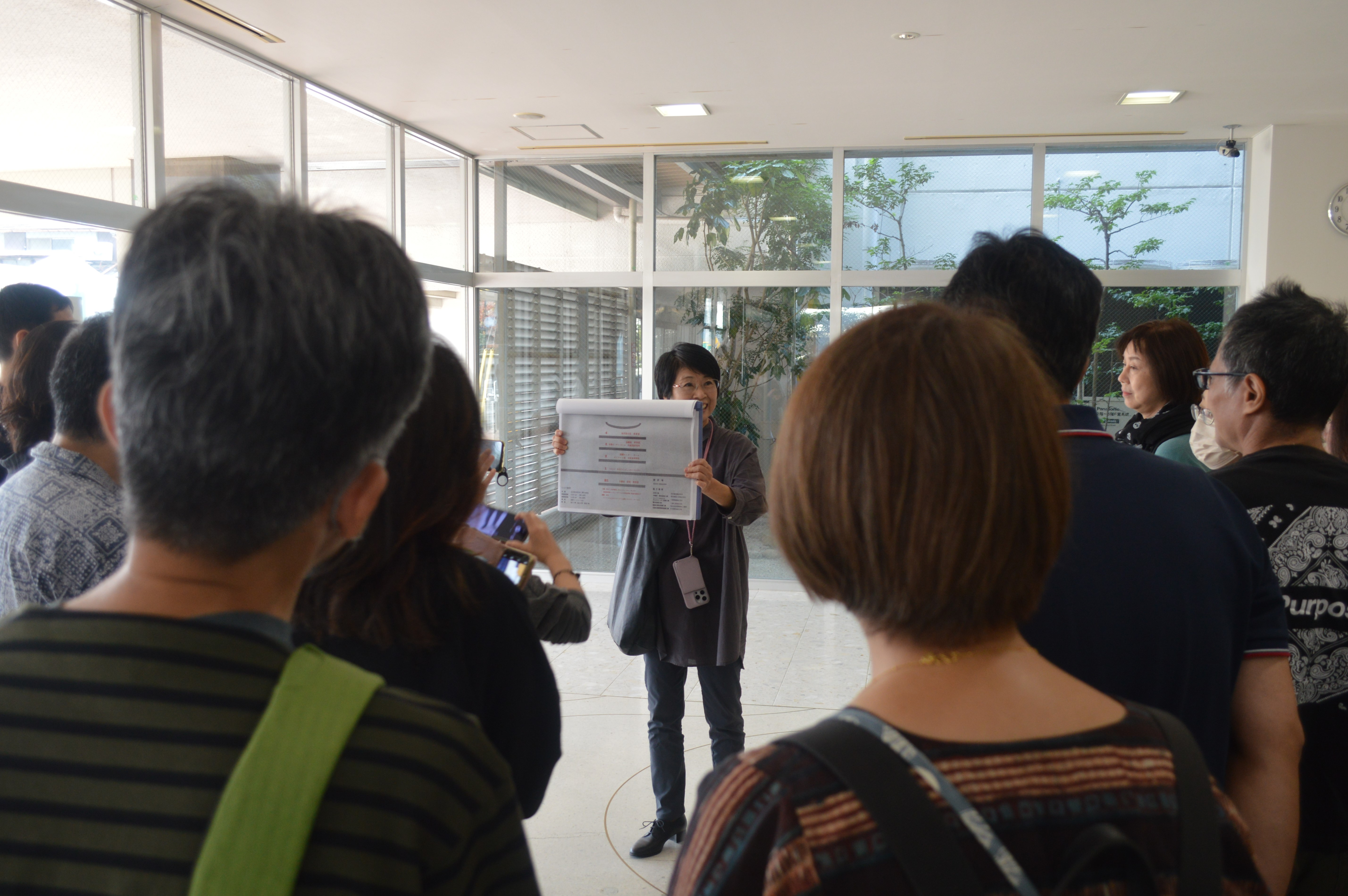
あいたて博における建築解説

2015年（平成27年）5月には、名古屋渋ビル研究会が発行するリトルプレス『名古屋渋ビル手帖 中産連ビル特集号』で中産連ビル本館が紹介された。名古屋渋ビル研究会は中産連ビルの存在が発端となって設立されたユニットである。同年6月には中産連ビル特集号の発行を記念して、中産連ビル本館4階の会議室で落語会が開催された。
2021年（令和元年）6月には、2020年度のDOCOMOMO JAPAN選定 日本におけるモダン・ムーブメントの建築に選定された。「外観のアイコン性と内部の空間構成・機能が一致した表裏一体となったデザインである点において高く評価されるべき建築である」「機能的なアップデートをしつつも、その建築的な特徴が所有者の尽力によって維持されていることも特筆すべきことである」と評価された。
2014年（平成26年）から愛知登文会によって、国の登録有形文化財に登録された建造物の公開イベント「あいちのたてもの博覧会」（あいたて博）が開催されている。10回目となった2023年（令和5年）のあいたて博は登録有形文化財の建造物以外にも門戸が開かれ、中産連ビルがあいたて博に初参加した。

## 建築

### 本館

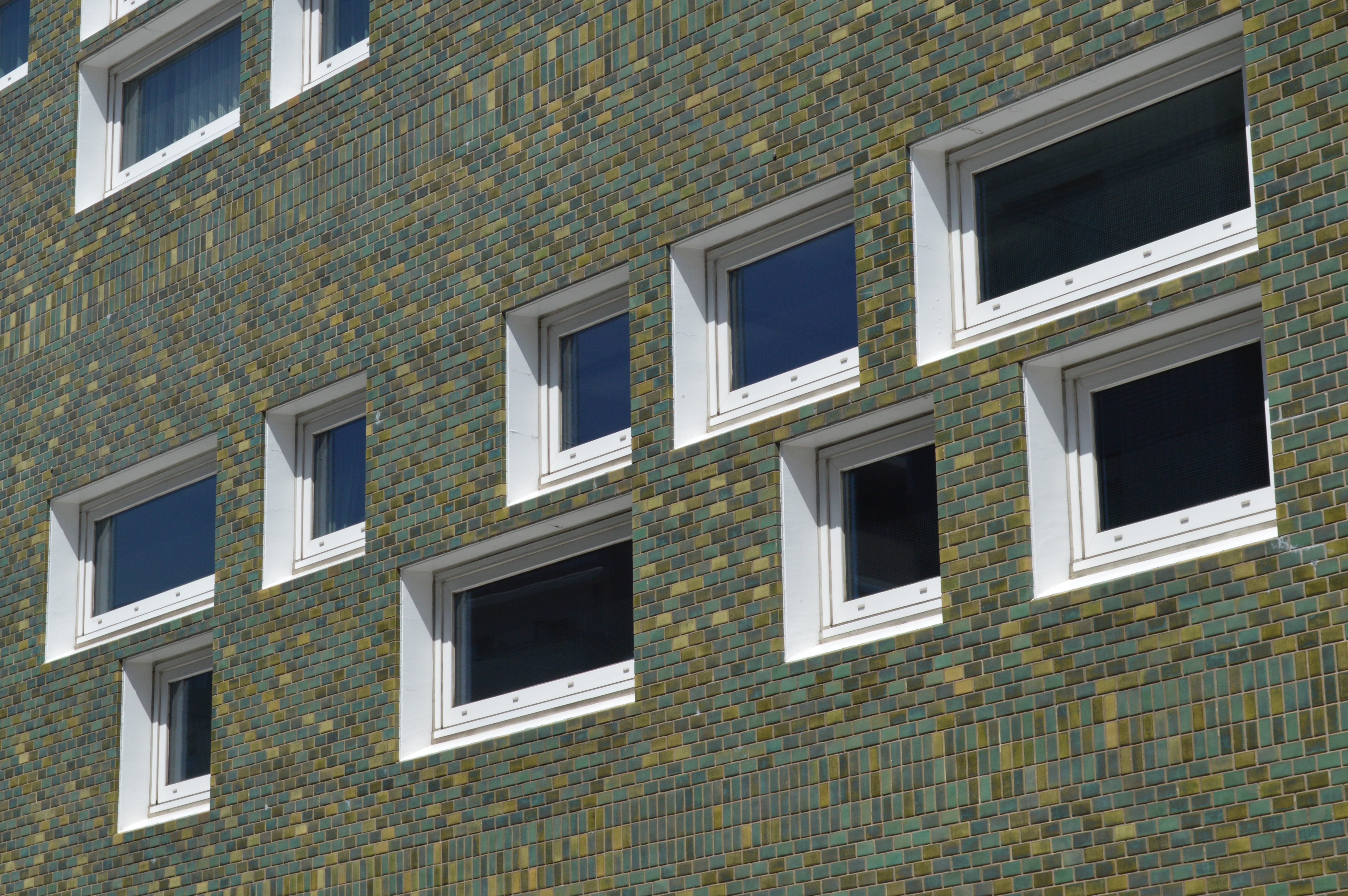
外壁の大仏タイルとポツ窓

外壁には色むらのある緑色の大仏タイル（大佛タイル）が貼られており、2階・3階部分にはランダムに2列のポツ窓が配置されている。1階と4階の外皮は透過性の高いガラススクリーンで構成されている。
階段の造形や木製の手摺、波模様のテラゾ―床、4階部分の反り上がった庇、ラウンジの椅子など、建物内部のディテールには坂倉準三の個性が発揮されている。

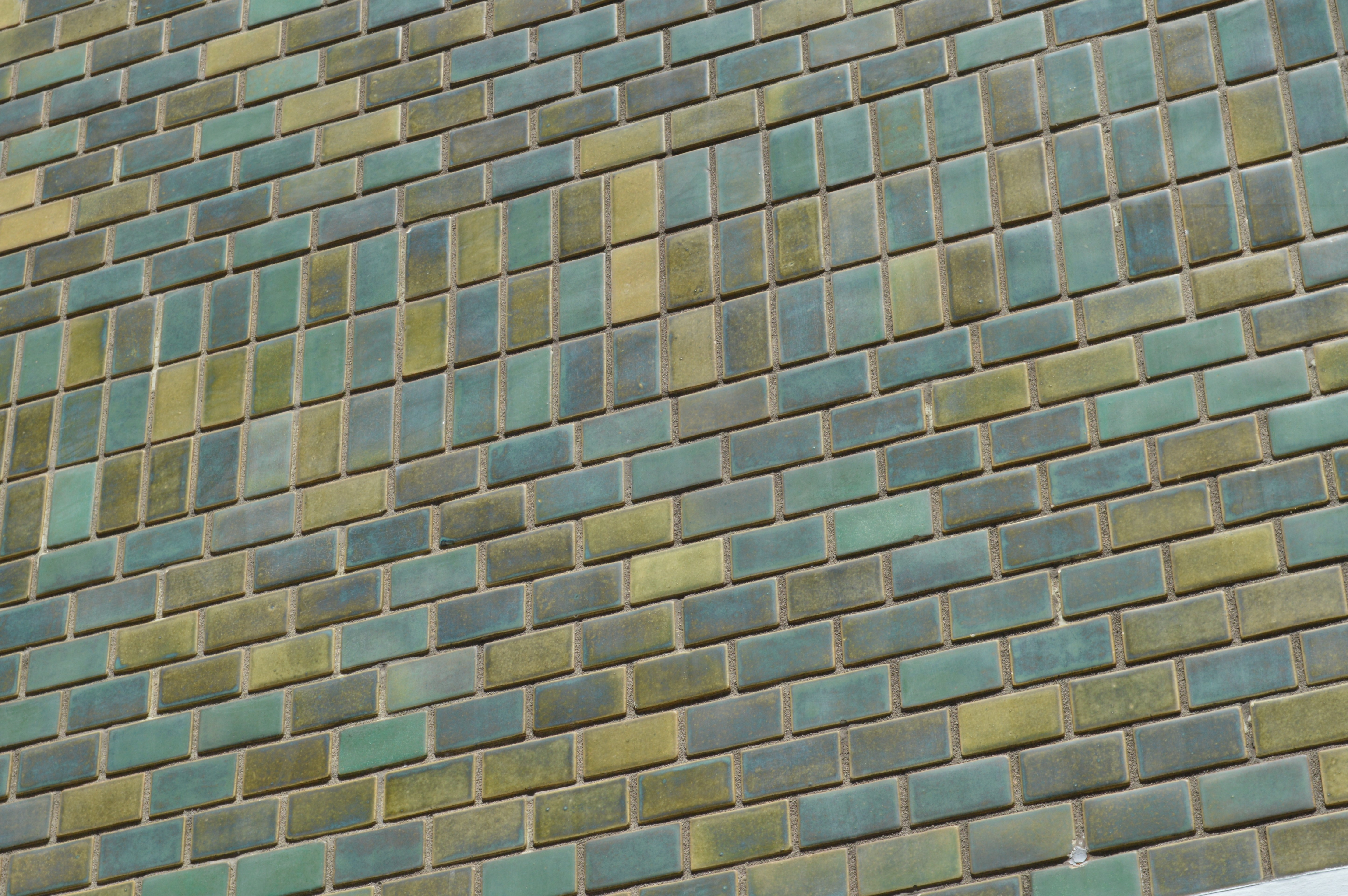
外壁の大仏タイル
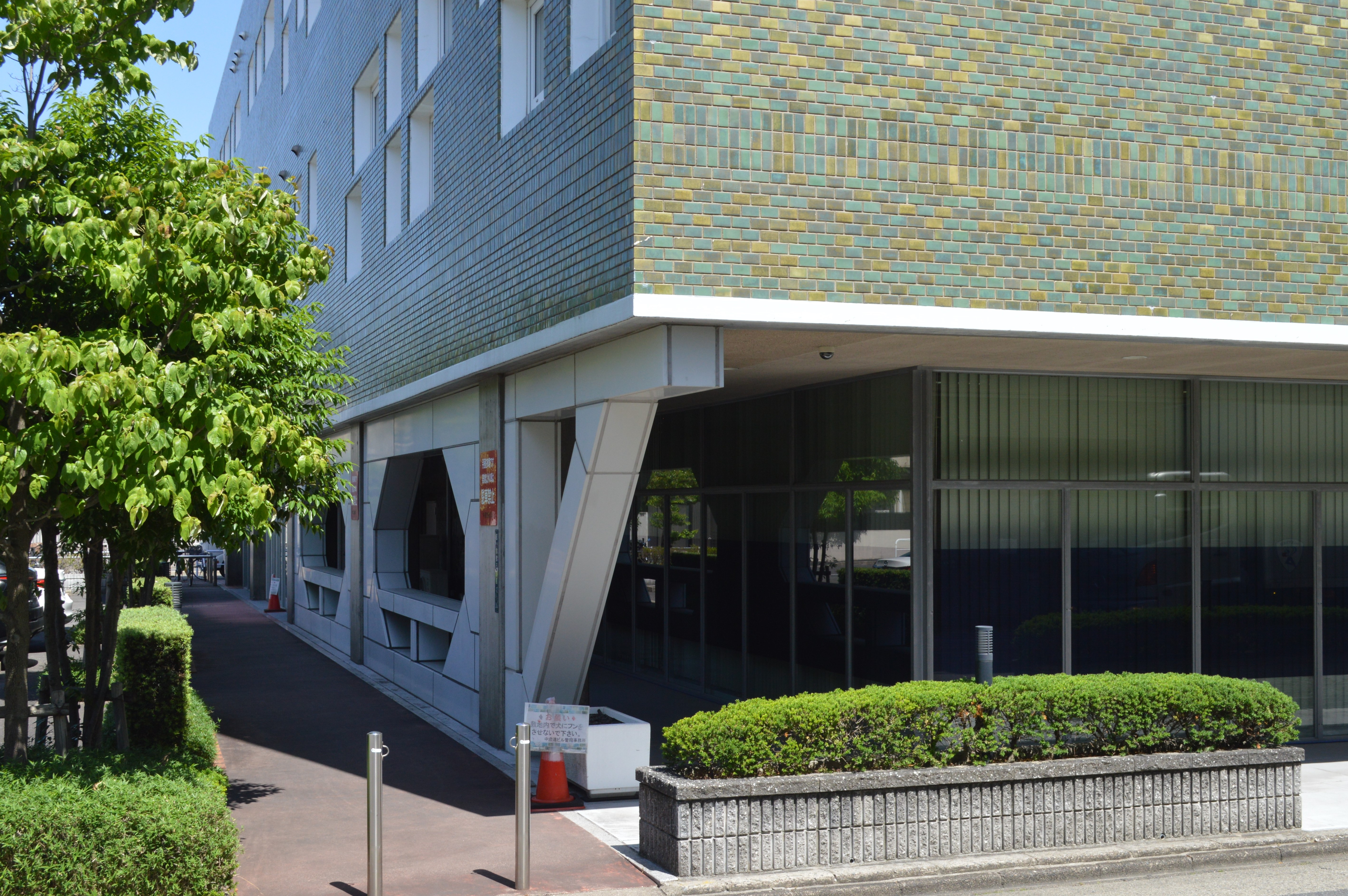
ガラスに覆われた1階の外皮
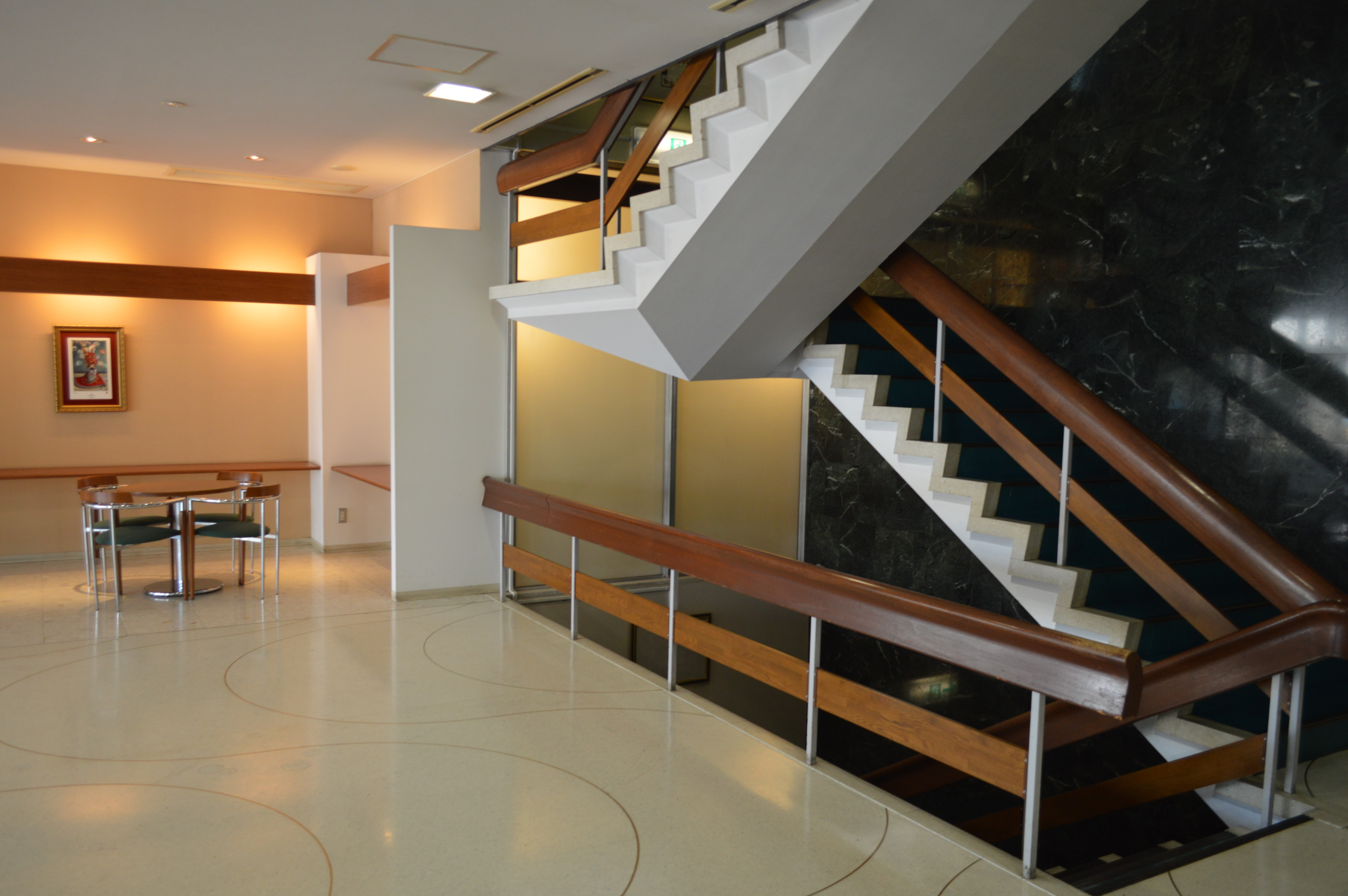
1階の階段

## 施設

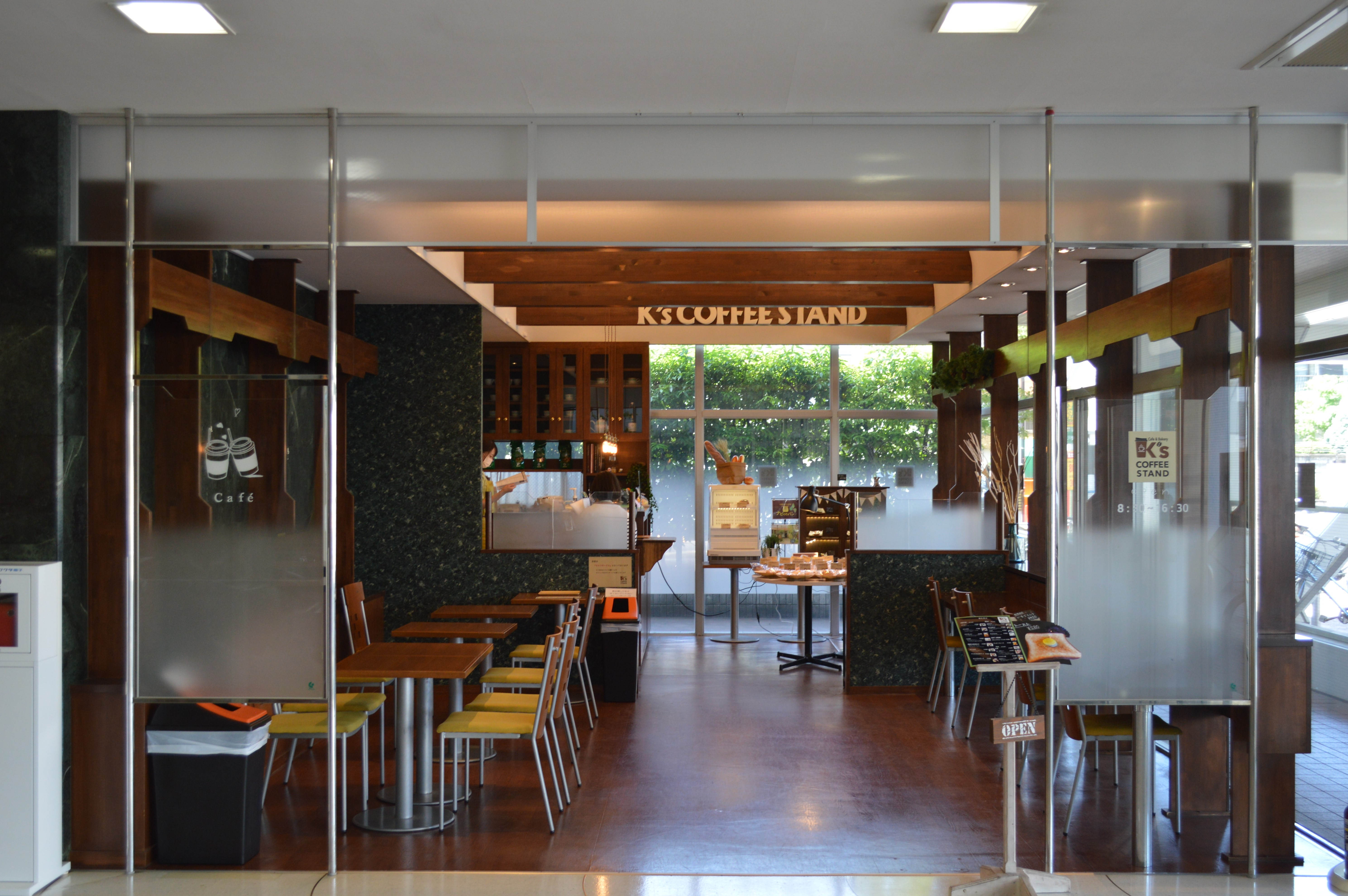
2005年に本館1階に開店した喫茶店

### 本館
| 開館時の中産連ビル本館 | 開館時の中産連ビル本館                           |
| フロア                 | 用途                                             |
| ---------------------- | ------------------------------------------------ |
| 4階                    | 特別集会室、貴賓室                               |
| 3階                    | 会議室、事務室、会議センターホール、中産連研究所 |
| 2階                    | 訓練センターホール、ゼミナール室、中産連事務局   |
| 1階                    | ラウンジ、NECコンピューターセンター              |
| 地下1階                | 会議室、食堂（マイアミ）、事務室                 |

| 現在の中産連ビル本館 | 現在の中産連ビル本館                                 |
| フロア               | 用途                                                 |
| -------------------- | ---------------------------------------------------- |
| 4階                  | 集会室4A、集会室4B                                   |
| 3階                  | 集会室3A、集会室3B、集会室3C、集会室3D、リーム中産連 |
| 2階                  | 集会室2A、集会室2B、集会室2C                         |
| 1階                  | ラウンジ、喫茶店（K's COFFEE STAND）                 |
| 地下1階              |                                                      |

### 新館
| 現在の中産連ビル新館 | 現在の中産連ビル新館                                     |
| フロア               | 用途                                                     |
| -------------------- | -------------------------------------------------------- |
| 塔屋                 |                                                          |
| 8階                  | 日本電子機器補修協会(JEMTC)                              |
| 7階                  | 宮本工業所名古屋支店、昭和殖産                           |
| 6階                  | 建光社、日本無線協会東海支部、サクラクレパス名古屋営業所 |
| 5階                  | Memoris、共立建設                                        |
| 4階                  | 日本電子機器補修協会(JEMTC)                              |
| 3階                  | 中部産業連盟                                             |
| 2階                  |                                                          |
| 1階                  | 駐車場                                                   |

## 中産連ビルディング株式会社

### 役員
| 役職                  | 氏名     | その他の役職                            |
| --------------------- | -------- | --------------------------------------- |
| 代表取締役 取締役社長 | 嶋尾正   | 大同特殊鋼株式会社 相談役               |
| 取締役                | 山本哲男 | 井上護謨工業株式会社 取締役             |
| 取締役                | 永井淳   | 新東工業株式会社 代表取締役社長執行役員 |
| 取締役                | 勝野哲   | 中部電力株式会社 代表取締役会長         |
| 取締役                | 浜本英嗣 | 日本ガイシ株式会社 特別顧問             |
| 取締役                | 星加俊之 | 愛知時計電機株式会社 代表取締役会長     |
| 取締役                | 安藤隆司 | 名古屋鉄道株式会社 代表取締役会長       |
| 取締役                | 増田信之 | 東邦ガス株式会社 代表取締役会長         |
| 監査役                | 盛田淳夫 | 敷島製パン株式会社 代表取締役社長       |
| 監査役                | 中村昭彦 | 株式会社三菱UFJ銀行 顧問                |
| 監査役                | 小坂信之 | 一般社団法人中部産業連盟 専務理事       |
| 代表取締役 専務取締役 | 中村連太 | 中産連ビルディング株式会社              |

- 2025年（令和7年）6月13日時点[19]